# Perséphone (planète)
Pour les articles homonymes, voir Perséphone (homonymie).
Perséphone est le nom donné à une planète hypothétique du système solaire située au-delà de Neptune. Elle est aussi parfois nommée Sol B ou Sol b, bien que le premier (avec « B » capital) correspondrait à la désignation d'une étoile compagnon du Soleil alors que le second (avec « b » minuscule) est légitimement déjà applicable à Mercure. C'est une des planètes hypothétiques correspondant au terme générique de planète X.
Son existence fut postulée à la fin du XIXe siècle sur la base d'anomalies dans l'orbite de Neptune, mais à la suite des mesures de la sonde Voyager 2, qui montrèrent que la masse de Neptune avait été mal estimée, il est aujourd'hui admis qu'il n'est pas nécessaire de faire appel à une planète supplémentaire pour expliquer l'orbite de Neptune.
Ce serait une planète gazeuse plus massive que Jupiter, et donc elle serait la planète la plus grosse et le deuxième corps le plus gros du système solaire. Elle se trouverait dans le nuage d'Oort à environ 30 000 ua du Soleil.

## Introduction
Beaucoup d'astronomes de la fin du XIXe siècle spéculèrent à propos de l'existence de la planète X. La raison pour cet enthousiasme était que, moins de 50 ans auparavant, la planète Neptune elle-même fut découverte sous la direction des mathématiciens Adams et Le Verrier, qui fondèrent leurs calculs sur des anomalies des orbites d'Uranus, de Saturne et de Jupiter. Si une planète pouvait être découverte juste en calculant les différences entre orbite théorique et orbite réelle de planètes déjà découvertes, alors il y avait de réelles possibilités que les erreurs dans l'orbite de Neptune puissent être expliquées par une nouvelle planète, inconnue.
Plusieurs astronomes ont voulu trouver une autre planète, les principaux chercheurs furent William Henry Pickering et sa Planète O ainsi que Percival Lowell. Mais aucune planète ne fut découverte.

## Nouvelles hypothèses
John Matese et Daniel Withmire ont essayé de trouver une planète située dans le nuage d'Oort à partir de 1985. Entre 1985 et 1999, ils vont publier leurs calculs. Une théorie alternative de John Murray de l'Université ouverte et John Matese, Patrick Whitman et Daniel Whitmire de l'université de Louisiane à Lafayette, propose qu'une planète environ 3 fois plus massive que Jupiter se serait fait capturer par le Soleil et se situerait à 30 000 ua. Sa température de surface serait inférieure à −240 °C.
Cette théorie a été proposée à la suite de la détection de plusieurs comètes à l'orbite perturbée.
Cette capture pourrait avoir une base théorique avec la théorie des planètes noires.

### Origine
D'après J. Matese, cette planète ne se serait pas formée dans le système solaire, à cause de son orbite excentrique supposée et de sa distance extrêmement éloignée. Lors de la formation du système solaire, ce dernier ne pouvait former une planète si loin. Il y a d'autres hypothèses possibles :
- soit elle a été expulsée par les autres géantes gazeuses (Jupiter, Saturne, Uranus et Neptune) par résonance planétaire, même si son hypothétique masse et son influence paraissent difficiles à troubler ;
- soit elle se serait fait capturer par le Soleil, ce qui signifierait qu'à l'origine, Perséphone était une planète noire (objet libre de masse planétaire) étant éjectée d'un système planétaire lors de sa formation, une fois de plus par résonance ;
- soit elle s'est formée seule dans l'Univers et elle a été capturée ;
- soit elle était en rotation autour d'une autre étoile qui est passée très près du Soleil, et elle a été capturée.

### Caractéristiques

Perséphone devrait se trouver dans la zone d'Oort entre 1e4 et 1e5 ua du Soleil.

D'après les auteurs de cette théorie, elle possèderait des particularités suivantes :
- rotation inverse ;
- très massive (entre 1 et 5 Jupiter ; voire 13 Jupiter au maximum) ;
- très éloignée (entre 10 000 et 50 000 ua) ;
- orbite très excentrique.

### Falaise de Kuiper

Nuage d'Oort. Perséphone pourrait se trouver dans cette immense sphère de comètes.

La résonance 1:2 semble être une limite à la ceinture de Kuiper, au-delà de laquelle peu d'objets sont connus. On ignore s'il s'agit du bord extérieur de la ceinture classique ou juste du début d'une lacune très large. Des objets ont été découverts à la résonance 2:5, vers 55 ua, très en dehors de la ceinture classique, et qui sont pour la plupart extrêmement excentriques.
Historiquement, les premiers modèles de la ceinture de Kuiper suggéraient que le nombre de grands objets augmenterait d'un facteur deux au-delà de 50 ua. La chute brutale du nombre d'objets après cette distance, connue sous le nom de falaise de Kuiper, fut inattendue et reste inexpliquée à ce jour. 
Cette énigme pourrait être expliquée par la théorie de Perséphone. Ce processus est le même que pour Beta Pictoris et Fomalhaut.
En analysant les orbites de 13 des comètes du nuage d'Oort, Murray estime avoir détecté les signes indicateurs d'un objet massif qui seul les aurait fait dévier. Il déclara que « même si je n'ai que 13 comètes qui sont analysées en détail, l'effet est assez concluant. J'ai calculé qu'il y a seulement environ une chance en 1 700 qu'elle soit due au hasard ». Matese a quant à lui calculé 82 comètes et a eu le même résultat avec 25 % d'entre elles.

## Satellites
On ne peut que spéculer l'existence de satellites. Elle serait probable, la planète se situant dans le nuage de Hills ou le nuage d'Oort, il est normal qu'un tel corps puisse capturer plusieurs comètes car sa masse importante devrait facilement capter plusieurs des nombreuses comètes du nuage. Ce pourrait être la planète ayant le plus grand cortège satellitaire.[réf. nécessaire]

## Origine du nom
Matese n'a pas souhaité donner de nom à cet astre hypothétique, cependant il déclara que la désignation planète X n'était pas séduisante.[réf. nécessaire] Perséphone vient de la mythologie grecque, où elle incarne la femme d'Hadès. Certains appellent aussi cette planète du nom de Proserpine, déesse équivalente chez les Romains.
Dans les nombreux articles y faisant référence, les principales nominations sont quand même « planète X », « dixième planète » ou encore « la planète au-delà de Pluton ».
Le site SolStation, la nomme aussi « Sol B » en référence à un Soleil bis, si sa masse était celle d'une naine brune.

## Chronologie des autres recherches
Les premières recherches de ce corps furent effectuées entre 1985 et 1999. La NASA elle-même ainsi que l'université de Louisiane à Lafayette l'évoquèrent sur leurs sites Internet. Cette théorie fut relancée entre 2004 et 2006 avec la découverte de Sedna et fut évoquée dans le journal Astronomy en 2007[source insuffisante].
Elle comporte quelques points communs avec super-Pluton, dont la théorie fut conçue en 2008.

### 1985: premières recherches
Le duo de scientifiques composé de Daniel P. Whitmire et John J. Matese de l'université de Louisiane à Lafayette a commencé à rendre publique une première théorie sur cette planète X. Elle fut publiée le 3 janvier dans le magazine Nature et présentée le 11 janvier lors d'un symposium sur la galaxie et le système solaire — qui s'est tenu juste avant la réunion annuelle de l'Union américaine d'astronomie — à Tucson, en Arizona.
Dans le scénario élaboré par Whitmire et Matese, la planète hypothétique se déplacerait à une distance moyenne du Soleil de 100 unités astronomiques (ua), soit 100 fois la distance entre la Terre et le Soleil, sur une orbite elliptique qui est modérément inclinée par rapport au plan du système solaire, à un angle d'environ 45 degrés. Elle aurait une révolution autour du Soleil de 1 000 ans. Ils proposent une planète hypothétique dont l'orbite est plus stable que Némésis, d'après eux Perséphone serait une planète et non pas une étoile.
Elle avait cependant à l'époque plus de crédibilité que la théorie Némésis.

### 2004-2006, 2010: Sedna, les recherches continuent

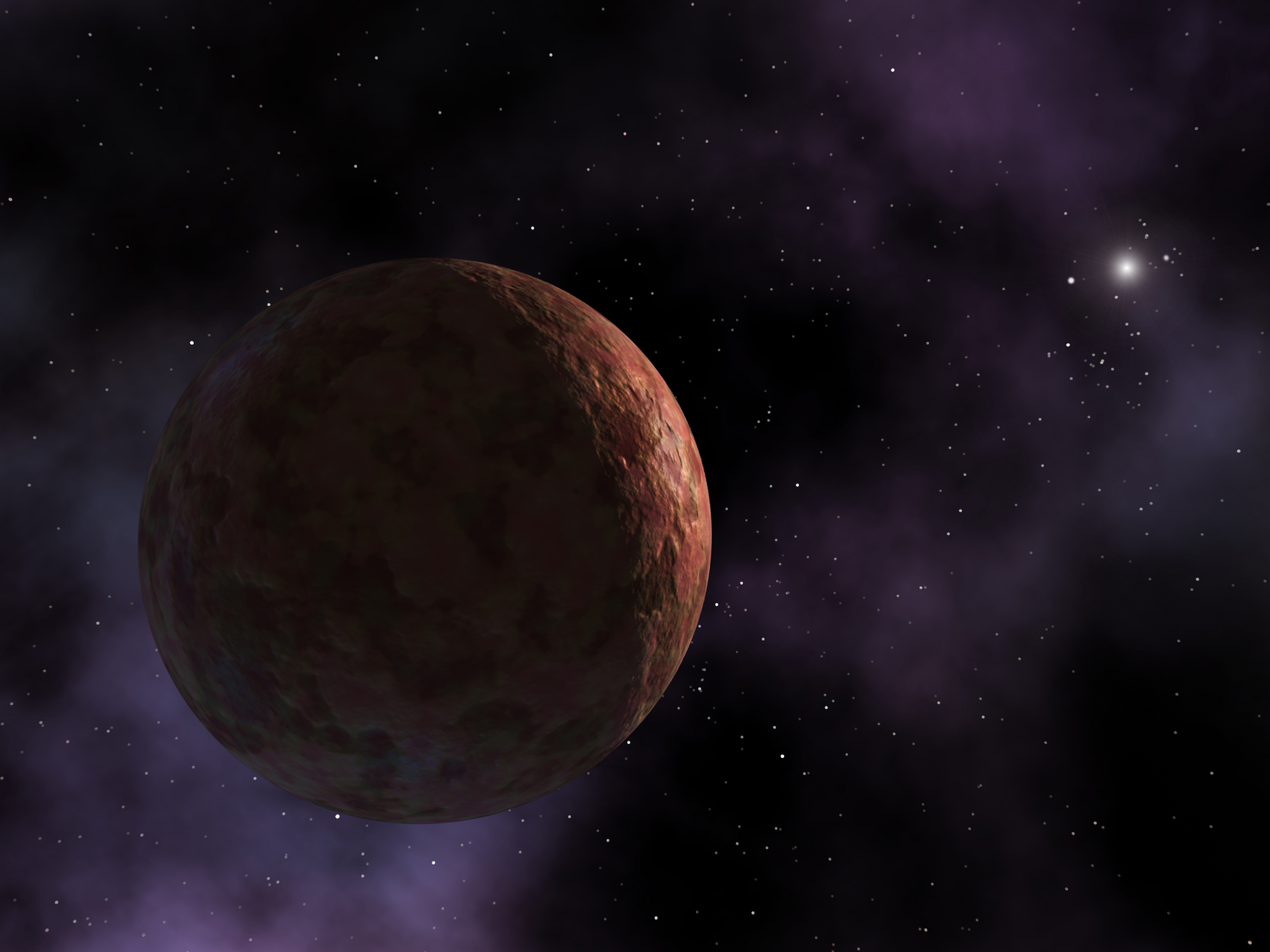
Image d'artiste du planétoïde Sedna.

En 2003, (90377) Sedna fut découverte. Elle dispose d'une orbite extrêmement excentrique qui n'est pas influencée par Neptune ou par un autre corps du système solaire interne, car elle est trop éloignée. Cependant, cette orbite a intrigué Matese qui décida de poursuivre ses calculs avec l'aide de Rodney Gomes et Jack Lissauer. Les caractéristiques de l'orbite de Sedna pourraient confirmer la théorie d'une autre planète éloignée et excentrique dans la zone externe du système solaire.
Si elle a la masse de :
- la Terre, elle se trouverait à 1 000 ua ;
- Neptune, elle se trouverait à 2 000 ua ;
- Jupiter, elle se retrouverait à 5 000 ua ;
- 5 Jupiter, elle se trouverait à plus de 8 000 ua, ce qui se rapproche des premiers calculs de Matese.

D'autres corps ayant une orbite excentrique renforcent cette théorie, comme 2000 CR105 ou 2006 SQ372.
Pour la plupart des astronomes, il est très difficile d'imaginer que Sedna ait pu maintenir une telle orbite excentrique et elliptique durant ces derniers milliards d'années. La mécanique céleste impose que cette excentricité s'use progressivement au fil du temps et que le corps céleste finisse par avoir une orbite circulaire. Donc « il est logique de supposer que Sedna démontre ainsi l'existence probable d'une force d'attraction inconnue au sein du Système Solaire, vraisemblablement un compagnon obscur du Soleil ». Donc, il subirait une perturbation gravitationnelle périodique avec cet autre objet qui empêcherait l'orbite de Sedna de reprendre une forme normale.
John Matese continua après ses recherches sur ce corps hypothétique. Ce dernier publia un communiqué en avril 2010.

### 2005: La théorie du halo de planètes
En 2005, l'astronome Eugene Chiang émet l'hypothèse que si les planètes sont telles que nous les connaissons aujourd'hui, de nombreux corps auraient été éjectés par des interactions gravitationnelles. Certains ont quitté le système solaire pour devenir des « planètes noires » ou « planètes fantômes », tandis que d'autres seraient en orbite dans un halo autour du système solaire, avec des périodes orbitales de plusieurs millions d'années.
Ce halo se situerait à entre 1 000 et 10 000 UA du Soleil, ou entre un tiers et un trentième de la distance avec le nuage d'Oort. Cette théorie est apparue dans le New Scientist le 23 juillet 2005.
Ce qui pourrait signifier que Perséphone puisse faire partie de ce halo.

### 2011: Les calculs via WISE
Des chercheurs[Qui ?] ont calculé qu'une nouvelle planète de très grande taille pourrait se trouver dans la partie extérieure de notre système solaire, la périphérie externe du nuage d'Oort.
Cette planète gazeuse serait quatre fois plus massive que Jupiter, la plus grosse planète orbitant autour du Soleil actuellement connue.
Les astrophysiciens John Matese et Daniel Whitmire ont prédit l'existence de ce corps en étudiant la trajectoire particulière qu'empruntent certaines comètes à leur entrée dans le système solaire à nouveau.
L'orbite de la supposée planète baptisée « Tyché », nouveau surnom en l'honneur de la divinité grecque responsable de la prospérité des cités, se situerait à une distance de 15 000 ua, soit 375 plus grande que celle de Pluton.
Les scientifiques croient que de nouvelles données fournies par le télescope spatial Wide-field Infrared Survey Explorer (WISE) de la NASA permettront d'en déterminer l'existence d'ici deux ans.
Si son existence est prouvée, l'Union astronomique internationale décidera si elle fait bel et bien partie de notre système solaire. Selon John Matese, cette planète a pu se former auprès d'une autre étoile pour être ensuite captée par le champ gravitationnel du Soleil.
Les scientifiques estiment que Tyché serait presque entièrement composée d'hydrogène et d'hélium. Son atmosphère serait très semblable à celle de Jupiter,,.